# Obleganje Dorostopola
Obleganje Dorostopola ali Dorostolona je bi spopad med Bizantinskim cesarstvom in Kijevsko Rusijo leta 971. V spopadu so zmagali Bizantinci pod poveljstvom cesarja Ivana I. Cimiska.

## Ozadje
Svjatoslav I. Kijevski je med svojom pohodom na Bolgarijo  zavzel vzhodni del Prvega bolgarskega cesarstva in ob Donavi ustanovil svojo prestolnico Perejaslavec. Ko je bizantinski prestol zasedel Ivan I. Cimisk, so Bizantinci sprožili protiofenzivo. Potem ko so v bitki pri Arkadiopolu premagali združene rusko-bolgarske sile in ponovno zavzeli Perejaslavec, je bil Svjatoslav prisiljen pobegniti v severno trdnjavo Dorostopol (Drustur/Dorostorum). 

## Obleganje
Bizantinsko obleganje Dorostopola je trajalo 65 dni. Bizantinsko vojsko je okrepila flota 300 ladij, oborožena z grškim ognjem. Pred mestnim obzidjem je bilo več spopadov, ki so Bizantincem pokazali, da Rusi nimajo veščin v konjeniškem bojevanju. Med žrtvami sta bila cesarjev sorodnik Ivan Kurkuas, čigar odsekano glavo so Rusi razkazovali z enega od stolpov,  in namestnik poveljnika Svjatoslavove vojske, neki Ikmor. Slednjega je ubil Anemas, sin zadnjega kretskega emirja, kot maščevanje za Ikmorjev atentat na njegovega očeta med bizantinskim obleganjem Krete. 
Rusi in njihovi bolgarski zavezniki so bili zaradi lakote privedeni na rob moči. Da bi pomirili svoje bogove, so v Donavi utapljali otroke, kar seveda ni izboljšalo njihovega položaja. Med obleganjem mesta so obleganci skoraj umrli od lakote, zato so se ponoči odpravili iskat hrano. Uspeli so se prebiti skozi bizantinsko vojsko in se vrniti v mesto.
Ko so Rusi uvideli, da ne bodo mogli prebiti blokade, so pristali na sklenitev sporazuma z Bizantinskim cesarstvom, s katerim so se odpovedali svojim interesom do bolgarskega ozemlja in mesta Herson na Krimu. Svjatoslav je grenko pripomnil, da so ga v tem odločilnem trenutku izdali vsi njegovi zavezniki, tudi Madžari in Pečenegi. Svjatoslavu je bilo dovoljeno, da se s svojo vojsko umakne na otok Berezan. Bizantinci so nato vdrli v mesto in ga po vladajoči cesarici Teodori preimenovali v Teodoropol. 
Po umiku  Rusov so Bizantinci osupli, ko so med padlimi bojevniki našli tudi trupla oboroženih žensk.